# 約翰·范扶累克
約翰·范扶累克（英語：John van Vleck，1899年3月13日—1980年10月27日，或譯范夫雷克、范弗萊克、凡扶累克），出生于康涅狄格州米德尔敦，美国物理学家，1977年，因為對磁性和無序體系電子結構的基礎性理論研究，與菲利普·安德森、內維爾·莫特共同榮获诺贝尔物理学奖。1980年，在麻薩諸塞州劍橋去世。